# Endaf Emlyn
Endaf Emlyn (* 31. července 1944) je velšský zpěvák, autor písní a filmový a televizní režisér. Narodil se v Bangoru a vyrůstal ve Pwllheli. V mládí hrál na housle v Národním mládežnickém orchestru, v němž tehdy působili mj. i John Cale a Karl Jenkins. Svůj první singl „Paper Chains“ vydal v roce 1971. Jeho první singly vydávala společnost Parlophone, většinu jeho alb pak menší velšské vydavatelství Sain. Zpíval jak anglicky, tak i velšsky. Coververze jeho písní hráli například Meic Stevens, Gruff Rhys, Euros Childs a Roger Whittaker. Také pracoval pro televizní společnost HTV Wales.

## Diskografie
- Hiraeth (1972)
- Salem (1974)
- Syrffio Mewn Cariad (1976)
- Dawnsionara (1981)[2]
- Deuwedd (2003)